# Rally de Portugal de 2016
El Rally de Portugal de 2016 fue la quinta ronda de la temporada 2016 del Campeonato Mundial de Rally. Se celebró del 19 al 22 de mayo y fue también la quinta ronda de los campeonatos WRC 2, WRC 3. La inscripción en esta ocasión llegó a los 112 participantes.
En la segunda pasada por el tramo de Ponte de Lima, fue neutralizado tras los accidentes de Hayden Paddon y Ott Tänak en el kilómetro 11.90, a consecuencia del suceso el primero ha resultado calcinado.

## Itinerario
| Día                 | SS   | Tramo              | Distancia | Vencedor           | Coche                 | Tiempo  | Líder           |
| ------------------- | ---- | ------------------ | --------- | ------------------ | --------------------- | ------- | --------------- |
| 1º día (19 de mayo) | SS1  | SSS1 Lousada       | 3.36 km   | Sébastien Ogier    | Volkswagen Polo R WRC | 2:41.1  | Sébastien Ogier |
| 2º día (20 de mayo) | SS2  | Ponte de Lima 1    | 27.44 km  | Kris Meeke         | Citroën DS3 WRC       | 19:17.8 | Kris Meeke      |
| 2º día (20 de mayo) | SS3  | Caminha 1          | 18.03 km  | Kris Meeke         | Citroën DS3 WRC       | 10:35.3 | Kris Meeke      |
| 2º día (20 de mayo) | SS4  | Viana do Castelo 1 | 18.70 km  | Jari-Matti Latvala | Volkswagen Polo R WRC | 11:27.1 | Kris Meeke      |
| 2º día (20 de mayo) | SS5  | Ponte de Lima 2    | 27.44 km  | Kris Meeke         | Citroën DS3 WRC       | 19:20.6 | Kris Meeke      |
| 2º día (20 de mayo) | SS6  | Caminha 2          | 18.03 km  | Kris Meeke         | Citroën DS3 WRC       | 10:31.7 | Kris Meeke      |
| 2º día (20 de mayo) | SS7  | Viana do Castelo 2 | 18.70 km  | Kris Meeke         | Citroën DS3 WRC       | 10:22.3 | Kris Meeke      |
| 3º día (21 de mayo) | SS8  | Baião 1            | 18.66 km  | Kris Meeke         | Citroën DS3 WRC       | 11:35.4 | Kris Meeke      |
| 3º día (21 de mayo) | SS9  | Marão 1            | 26.31 km  | Kris Meeke         | Citroën DS3 WRC       | 16:46.8 | Kris Meeke      |
| 3º día (21 de mayo) | SS10 | Amarante 1         | 37.67 km  | Kris Meeke         | Citroën DS3 WRC       | 25:10.9 | Kris Meeke      |
| 3º día (21 de mayo) | SS11 | Baião 2            | 18.66 km  | Andreas Mikkelsen  | Volkswagen Polo R WRC | 11:30.2 | Kris Meeke      |
| 3º día (21 de mayo) | SS12 | Marão 2            | 26.31 km  | Andreas Mikkelsen  | Volkswagen Polo R WRC | 16:39.9 | Kris Meeke      |
| 3º día (21 de mayo) | SS13 | Amarante 2         | 37.67 km  | Sébastien Ogier    | Volkswagen Polo R WRC | 25:05.0 | Kris Meeke      |
| 4º día (22 de mayo) | SS15 | Vieira do Minho 1  | 22.47 km  | Andreas Mikkelsen  | Volkswagen Polo R WRC | 14:29.6 | Kris Meeke      |
| 4º día (22 de mayo) | SS16 | Fafe 1             | 11.19 km  | Andreas Mikkelsen  | Volkswagen Polo R WRC | 6:49.2  | Kris Meeke      |
| 4º día (22 de mayo) | SS17 | Vieira do Minho 2  | 22.47 km  | Sébastien Ogier    | Volkswagen Polo R WRC | 14:24.5 | Kris Meeke      |
| 4º día (22 de mayo) | SS18 | Fafe 2             | 11.19 km  | Sébastien Ogier    | Volkswagen Polo R WRC | 6:44.3  | Kris Meeke      |

## Clasificación final
| Pos.   | Piloto             | Copiloto             | Automóvil             | Tiempo    | Diferencia | Puntos |     |     |     |
| WRC    | WRC                | WRC                  | WRC                   | WRC       | WRC        | WRC    | WRC | WRC | WRC |
| ------ | ------------------ | -------------------- | --------------------- | --------- | ---------- | ------ | --- | --- | --- |
| 1      | Kris Meeke         | Paul Nagle           | Citroën DS3 WRC       | 3:59:01.0 | 0.0        | 25     |     |     |     |
| 2      | Andreas Mikkelsen  | Anders Jæger         | Volkswagen Polo R WRC | 3:59:30.7 | +29.7      | 18     |     |     |     |
| 3      | Sébastien Ogier    | Julien Ingrassia     | Volkswagen Polo R WRC | 3:59:35.5 | +34.5      | 15     |     |     |     |
| 4      | Dani Sordo         | Marc Martí           | Hyundai i20 Coupe WRC | 4:00:38.1 | +1:37.1    | 12     |     |     |     |
| 5      | Eric Camilli       | Benjamin Veillas     | Ford Fiesta RS WRC    | 4:03:02.6 | +4:01.6    | 10     |     |     |     |
| 6      | Jari-Matti Latvala | Miikka Anttila       | Volkswagen Polo R WRC | 4:03:07.9 | +4:06.9    | 8      |     |     |     |
| 7      | Mads Ostberg       | Ola Fløene           | Ford Fiesta RS WRC    | 4:05:54.6 | +6:53.6    | 6      |     |     |     |
| 8      | Martin Prokop      | Jan Tománek          | Ford Fiesta RS WRC    | 4:09:25.1 | +10:24.1   | 4      |     |     |     |
| 9      | Pontus Tidemand    | Jonas Andersson      | Škoda Fabia R5        | 4:10:46.2 | +11:45.2   | 2      |     |     |     |
| 10     | Nicolás Fuchs      | Fernando Mussano     | Škoda Fabia R5        | 4:12:15.0 | +13:14.0   | 1      |     |     |     |
| WRC 2  |                    |                      |                       |           |            |        |     |     |     |
| 1 (9)  | Pontus Tidemand    | Jonas Andersson      | Škoda Fabia R5        | 4:10:46.2 | 0.0        | 25     |     |     |     |
| WRC 3  |                    |                      |                       |           |            |        |     |     |     |
| 1 (23) | Simone Tempestini  | Giovanni Bernacchini | Citroën DS3 R3T Max   | 4:30:15.7 | 0.0        | 25     |     |     |     |